# Голованово (микрорайон)
Голованово — микрорайон в Орджоникидзевском районе города Перми Пермского края России.

## География
Микрорайон находится на восточном берегу залива Камского водохранилища при впадении речки Васильевка в Чусовую. Представляет собой небольшой массив частных жилых и дачных домов. С севера ограничен заливом речки Рассоха, с юга лесным массивом, с востока оврагом и концом жилой застройки.

## История
Деревня Головановка (Верх-Васильевка) была известна с 1869 года. На карте 1870 года она (Голованы) показана ниже устья реки Рассоха (по правому берегу речки Васильевка). В начале 1950-х годов в зону затопления Камской ГЭС вошли несколько близлежащих населённых пунктов и жители переселились на более высокое место. Населенный пункт входил в состав Лядовской сельской администрации Пермского района. Дату включения в состав Перми можно отнести к периоду между 1972 и 1998 годами.

## Улицы
Основная улица микрорайона Набережная. Кроме того, имеются улицы Молодежная, Новая, Ленина, Клубная, Северная.

## Транспорт
Автобус №23 «Деревня Голованово - Банная Гора».
Так же, наиболее близко к микрорайону проходит автобусный маршрут №48 ( остановка «отворот на деревню Голованово»), приблизительно 1 км к югу от микрорайона.